# Port F.C.
Câu lạc bộ bóng đá Port (tiếng Thái: การท่าเรือ), trước đây là Câu lạc bộ bóng đá Singhtarua (tiếng Thái: สิงห์ท่าเรือ), là một câu lạc bộ bóng đá Thái Lan có trụ sở tại Sân vận động PAT 7.000 sức chứa ở quận Khlong Toei của trung tâm Bangkok. Họ thi đấu tại Thai League 1 và là một trong những câu lạc bộ thành công nhất trong lịch sử bóng đá Thái Lan, đã 8 lần vô địch Cúp Hoàng gia Kor và Cúp Nữ hoàng 6 lần. Năm 2009 Cảng Thái Lan đã thêm Cúp FA Thái Lan vào danh sách vinh danh của họ. Chiến thắng tại Cảng Thái Lan mùa 2010 một lần nữa khi họ giành được Cúp Liên đoàn Thái Lan mới được giới thiệu, số tiền thưởng 5 triệu Baht là phần thưởng đáng hoan nghênh cho tất cả tại Sân vận động PAT.

## Trang phục
Trang phục mùa 2013 được sản xuất bởi Grand Sport và được tài trợ bởi Nước uống Singha và Cảng vụ Thái Lan.
Trang phục mùa giải 2019 được sản xuất bởi Grand Sport và được tài trợ bởi Bảo hiểm Muang Thai và Leo và Air Asia và Công ty môi giới bảo hiểm Systema và TQM và Cảng vụ Thái Lan.

## Sân vận động và địa điểm theo mùa
| Tọa độ                                            | Vị trí    | Sân vận động            | Sức chứa | Năm           |
| ------------------------------------------------- | --------- | ----------------------- | -------- | ------------- |
| 13°57′04″B 100°37′28″Đ / 13,951133°B 100,624507°Đ | Con đường | Sân vận động Thupatemee | 25.000   | 2007          |
| 13°46′00″B 100°33′10″Đ / 13,766774°B 100,552844°Đ | Bangkok   | Sân vận động Thái-Nhật  | 6.600    | 2008          |
| 13°42′54″B 100°33′35″Đ / 13,715106°B 100,559674°Đ | Bangkok   | Sân vận động PAT        | 12.000   | 2009 Hiện tại |

## Kỷ lục theo mùa
| Season  | League   | League | League | League | League | League | League | League | League | FA Cup | League Cup | Queen's<br id="mwmQ"><br>Cup | Kor Royal<br id="mwnA"><br>Cup | ACL | AFC Cup | ASEAN Club | Top scorer          | Top scorer |
| Season  | Division | P      | W      | D      | L      | F      | A      | Pts    | Pos    | FA Cup | League Cup | Queen's<br id="mwmQ"><br>Cup | Kor Royal<br id="mwnA"><br>Cup | ACL | AFC Cup | ASEAN Club | Name                | Goals      |
| ------- | -------- | ------ | ------ | ------ | ------ | ------ | ------ | ------ | ------ | ------ | ---------- | ---------------------------- | ------------------------------ | --- | ------- | ---------- | ------------------- | ---------- |
| 1996–97 | TPL      | 34     | 9      | 14     | 11     | 44     | 39     | 41     | 11th   | —      | –          | —                            | –                              | –   | –       | –          | —                   | —          |
| 1997    | TPL      | 22     | 9      | 5      | 8      | 36     | 35     | 32     | 4th    | —      | –          | —                            | –                              | –   | –       | –          | —                   | —          |
| 1998    | TPL      | 22     | 10     | 7      | 5      | 50     | 27     | 37     | 4th    | —      | –          | –                            | –                              | –   | –       | –          | Ronnachai Sayomchai | 23         |
| 1999    | TPL      | 22     | 12     | 3      | 7      | 31     | 16     | 39     | 2nd    | —      | –          | —                            | –                              | –   | –       | –          | —                   | —          |
| 2000    | TPL      | 22     | 8      | 6      | 8      | 18     | 21     | 30     | 5th    | —      | –          | —                            | –                              | –   | –       | –          | —                   | —          |
| 2001-02 | TPL      | 22     | 6      | 10     | 6      | 26     | 23     | 28     | 6th    | —      | –          | –                            | –                              | –   | –       | –          | Pitipong Kuldilok   | 12         |
| 2002-03 | TPL      | 18     | 10     | 3      | 5      | 25     | 19     | 33     | 3rd    | –      | –          | —                            | –                              | –   | –       | –          | Sarayuth Chaikamdee | 10         |
| 2003-04 | TPL      | 18     | 9      | 1      | 8      | 29     | 28     | 28     | 5th    | –      | –          | —                            | –                              | –   | –       | –          | —                   | —          |
| 2004-05 | TPL      | 18     | 7      | 5      | 6      | 26     | 27     | 26     | 4th    | –      | –          | –                            | –                              | –   | –       | –          | Sarayuth Chaikamdee | 10         |
| 2006    | TPL      | 22     | 7      | 7      | 8      | 21     | 28     | 28     | 7th    | –      | –          | GR                           | –                              | –   | –       | –          | Nirut Kamsawad      | 6          |
| 2007    | TPL      | 30     | 9      | 9      | 12     | 36     | 43     | 36     | 12th   | –      | –          | –                            | –                              | –   | –       | –          | Pitipong Kuldilok   | 7          |
| 2008    | TPL      | 30     | 7      | 9      | 14     | 30     | 47     | 30     | 13th   | –      | –          | –                            | –                              | –   | –       | –          | Teerawut Sanphan    | 6          |
| 2009    | TPL      | 30     | 12     | 8      | 10     | 33     | 30     | 44     | 6th    | W      | –          | Not Enter                    | –                              | –   | –       | –          | Pipat Thonkanya     | 10         |
| 2010    | TPL      | 30     | 13     | 9      | 8      | 41     | 29     | 48     | 4th    | R3     | W          | GR                           | RU                             | –   | QF      | –          | Sarayuth Chaikamdee | 13         |
| 2011    | TPL      | 34     | 12     | 9      | 13     | 33     | 38     | 45     | 7th    | R3     | RU         | –                            | –                              | –   | –       | –          | Ekkachai Sumrei     | 4          |
| 2012    | TPL      | 34     | 8      | 9      | 17     | 32     | 48     | 33     | 16th   | R4     | R3         | –                            | –                              | –   | –       | –          | Olof Hvidén-Watson  | 10         |
| 2013    | DIV 1    | 34     | 20     | 5      | 9      | 61     | 40     | 65     | 2nd    | QF     | R1         | –                            | –                              | –   | –       | –          | Leandro Oliveira    | 24         |
| 2014    | TPL      | 38     | 15     | 9      | 14     | 44     | 52     | 45     | 13th   | R4     | R2         | –                            | –                              | –   | –       | –          | Leandro Oliveira    | 10         |
| 2015    | TPL      | 34     | 10     | 3      | 21     | 31     | 49     | 33     | 17th   | R4     | R2         | –                            | –                              | –   | –       | –          | Wuttichai Tathong   | 6          |
| 2016    | DIV 1    | 26     | 13     | 8      | 5      | 55     | 30     | 43     | 3rd    | QF     | SF         | –                            | –                              | –   | –       | –          | Rodrigo Maranhão    | 10         |
| 2017    | T1       | 34     | 14     | 8      | 12     | 60     | 63     | 50     | 9th    | R3     | R2         | –                            | –                              | –   | –       | –          | Josimar             | 13         |
| 2018    | T1       | 34     | 19     | 4      | 11     | 73     | 45     | 61     | 3rd    | QF     | R2         | –                            | –                              | –   | –       | –          | Dragan Bošković     | 21         |

| Vô địch | Á quân | Vị trí thứ ba | Lên hạng | Rớt hạng | Trong tiến trình |

| - P = Played - W = Games won - D = Games drawn - L = Games lost - F = Goals for - A = Goals against - Pts = Points - Pos = Final position - N/A = No answer | - TPL = Thai Premier League | - QR1 = First Qualifying Round - QR2 = Second Qualifying Round - QR3 = Third Qualifying Round - QR4 = Fourth Qualifying Round - RInt = Intermediate Round - R1 = Round 1 - R2 = Round 2 - R3 = Round 3 | - R4 = Round 4 - R5 = Round 5 - R6 = Round 6 - GR = Group Stage - QF = Quarter-finals - SF = Semi-finals - RU = Runners-up - S = Shared - W = Winners |

## Danh hiệu
| Đội           | Vô địch | Á quân | Năm chiến thắng                                | Á hậu năm |
| ------------- | ------- | ------ | ---------------------------------------------- | --------- |
| Thai League 1 | 0       | 1      | -                                              | 1999      |
| Thai League 2 | 0       | 1      | -                                              | 2013      |
| Cúp FA        | 1       | 0      | 2009                                           | -         |
| Cúp liên đoàn | 1       | 1      | 2010                                           | 2011      |
| Cúp Hoàng gia | 8       | 1      | 1968, 1972, 1974, 1976, 1978, 1979, 1985, 1990 | 2010      |

## Kỷ lục lục địa
| Mùa         | Cuộc thi                       | Tròn                | Câu lạc bộ                     | Nhà | Xa        | Tổng hợp |
| ----------- | ------------------------------ | ------------------- | ------------------------------ | --- | --------- | -------- |
| 1986        | Giải vô địch câu lạc bộ châu Á | Giai đoạn vòng loại | liên_kết=\|viền Selangor       | 0-1 | 1-0       | 0-2      |
| 1991 Gian92 | Giải vô địch câu lạc bộ châu Á | Vòng bảng           | liên_kết=\|viền Al Rayyan      | 3-1 | lần thứ 3 |          |
| 1991 Gian92 | Giải vô địch câu lạc bộ châu Á | Vòng bảng           | liên_kết=\|viền Mohammedan SC  | 1-4 | lần thứ 3 |          |
| 1991 Gian92 | Giải vô địch câu lạc bộ châu Á | Vòng bảng           | liên_kết=\|viền Al Shabab      | 3-1 | lần thứ 3 |          |
| 2010        | Cúp AFC                        | Nhóm H              | liên_kết=\|viền SHB Đà Nẵng    | 2-3 | 0-0       | lần 2    |
| 2010        | Cúp AFC                        | Nhóm H              | liên_kết=\|viền Tai Po         | 2-0 | 0-1       | lần 2    |
| 2010        | Cúp AFC                        | Nhóm H              | liên_kết=\|viền Geylang Hoa Kỳ | 2-2 | 0-1       | lần 2    |
| 2010        | Cúp AFC                        | Vòng 16             | liên_kết=\|viền Sriwijaya      | 1-4 |           |          |
| 2010        | Cúp AFC                        | Tứ kết              | liên_kết=\|viền Al-Qadsia      | 0-0 | 3-0       | 0-3      |

## Cầu thủ

### Đội hình hiện tại
Ghi chú: Quốc kỳ chỉ đội tuyển quốc gia được xác định rõ trong điều lệ tư cách FIFA. Các cầu thủ có thể giữ hơn một quốc tịch ngoài FIFA.
| Số | VT | Quốc gia  | Cầu thủ                       |
| -- | -- | --------- | ----------------------------- |
| 1  | TM | Thái Lan  | Somporn Yos                   |
| 3  | HV | Indonesia | Asnawi Mangkualam             |
| 4  | HV | Thái Lan  | Suphanan Bureerat             |
| 5  | HV | Iraq      | Frans Putros                  |
| 6  | HV | Thái Lan  | Chalermsak Aukkee             |
| 7  | TV | Thái Lan  | Pakorn Prempak                |
| 8  | TV | Thái Lan  | Tanaboon Kesarat (Đội trưởng) |
| 9  | TV | Thái Lan  | Nattawut Sombatyotha          |
| 10 | TV | Thái Lan  | Bordin Phala                  |
| 14 | TĐ | Thái Lan  | Teerasak Poeiphimai           |
| 15 | HV | Thái Lan  | Jaturapat Sattham             |
| 16 | HV | Thái Lan  | Chinnawat Wongchai            |
| 17 | HV | Singapore | Irfan Fandi                   |
| 18 | TV | Thái Lan  | Pathompon Charoenrattanapirom |
| 20 | TV | Thái Lan  | Phakhawat Sapphaso            |
| 22 | TĐ | Brasil    | Felipe Amorim                 |
| 23 | HV | Thái Lan  | Kevin Deeromram               |

| Số | VT | Quốc gia | Cầu thủ                 |
| -- | -- | -------- | ----------------------- |
| 26 | TĐ | Guinée   | Lonsana Doumbouya       |
| 27 | HV | Thái Lan | Thiti Thumporn          |
| 29 | TĐ | Brasil   | Willen Mota             |
| 30 | TM | Thái Lan | Chanin Sae-ear          |
| 31 | TM | Thái Lan | Sumethee Khokpho        |
| 33 | HV | Nhật Bản | Shimura Noboru          |
| 35 | HV | Ghana    | Issac Honey             |
| 36 | TM | Thái Lan | Worawut Srisupha        |
| 37 | TV | Thái Lan | Chanukun Karin          |
| 38 | TĐ | Thái Lan | Natthakit Phosri        |
| 40 | TM | Thái Lan | Rangsiman Kemmueang     |
| 44 | TV | Thái Lan | Worachit Kanitsribampen |
| 47 | TV | Thái Lan | Sittha Boonlha          |
| 62 | TV | Thái Lan | Chaiyawat Buran         |
| 88 | TV | Thái Lan | Chayapipat Supunpasuch  |
| 89 | TV | Thái Lan | Peeradol Chamratsamee   |
| 97 | TM | Thái Lan | Thiraphat Seanwande     |
| 99 | TV | Thái Lan | Tanasith Siripala       |

### Cho mượn
| No. |             | Position | Player                        |
| --- | ----------- | -------- | ----------------------------- |
| —   | South Korea | MF       | Kim Sung-hwan (at Suphanburi) |

| No. |  | Position | Player |
| --- |  | -------- | ------ |

### Cựu cầu thủ
Để biết chi tiết về các cầu thủ cũ, xem Thể loại: cầu thủ Thai Port FC.

## Lịch sử huấn luyện
Người quản lý / huấn luyện viên trưởng theo năm (hiện tại 1996)
| Tên                   | Tự nhiên        | Giai đoạn                             | Danh dự                                                |
| --------------------- | --------------- | ------------------------------------- | ------------------------------------------------------ |
| Daoyod Dara           | liên_kết=\|viền | 1996 - 2001                           |                                                        |
| Niwat Srisaw          | liên_kết=\|viền | 2002 - 2007                           |                                                        |
| Somchart Yimsiri      | liên_kết=\|viền | 2008                                  |                                                        |
| Paiboon Rerdwimolrath | liên_kết=\|viền | 2009                                  |                                                        |
| Pobprasert            | liên_kết=\|viền | Tháng 3 năm 2009 - tháng 7 năm 2011   | Cúp FA Thái Lan 2009 </br> Cúp Liên đoàn Thái Lan 2010 |
| Thongchai Sukkoki     | liên_kết=\|viền | Tháng 7 năm 2011 - Tháng 2 năm 2012   |                                                        |
| Piyakul Kaewnam Khang | liên_kết=\|viền | Tháng 2 năm 2012 - Tháng 3 năm 2012   |                                                        |
| Adul Leukijna         | liên_kết=\|viền | Vai trò chăm sóc tháng 4 năm 2012     |                                                        |
| Worakorn Doesanarong  | liên_kết=\|viền | Tháng 4 năm 2012 - tháng 10 năm 2012  |                                                        |
| Dusit Chalermsan      | liên_kết=\|viền | Tháng 12 năm 2012 - tháng 11 năm 2014 |                                                        |
| Somchai Chuayboonchum | liên_kết=\|viền | Tháng 11 năm 2014 - Tháng 4 năm 2015  |                                                        |
| Paiboon Lertvimonrut  | liên_kết=\|viền | Tháng 4 năm 2015 - tháng 6 năm 2015   |                                                        |
| Gary Stevens          | liên_kết=\|viền | Tháng 6 năm 2015 - tháng 7 năm 2015   |                                                        |
| Subpherm Somchai      | liên_kết=\|viền | Tháng 7 năm 2015 - tháng 10 năm 2015  |                                                        |
| Masahiro Wada         | liên_kết=\|viền | Tháng 10 năm 2015 - tháng 7 năm 2016  |                                                        |
| Jadet Meelarp         | liên_kết=\|viền | Tháng 7 năm 2016 - tháng 6 năm 2017   |                                                        |
| Kiatisuk Senamuang    | liên_kết=\|viền | Tháng 6 năm 2017 - Tháng 9 năm 2017   |                                                        |
| Jadet Meelarp         | liên_kết=\|viền | Tháng 9 năm 2017 -                    |                                                        |